# Раценцин
Раценцин (пол. Racięcin) — село в Польщі, у гміні Вежбінек Конінського повіту Великопольського воєводства.
Населення — 338 осіб (2011).
У 1975-1998 роках село належало до Конінського воєводства.

## Демографія
Демографічна структура станом на 31 березня 2011 року:
|          | Загалом | Допрацездатний вік | Працездатний вік | Постпрацездатний вік |
| -------- | ------- | ------------------ | ---------------- | -------------------- |
| Чоловіки | 170     | 44                 | 116              | 10                   |
| Жінки    | 168     | 36                 | 98               | 34                   |
| Разом    | 338     | 80                 | 214              | 44                   |